# Lofstrom-Schlaufe

Lofstrom-Schlaufe (nicht maßstabsgetreu). Die rot markierte Linie ist die zirkulierende Schlaufe, bei den blauen Linien handelt es sich um stationäre Stabilisierungskabel.

Eine Lofstrom-Schlaufe ist ein vorgeschlagenes System, um Objekte in die Umlaufbahn der Erde zu schleudern. Dabei wird ein zirkulierendes Kabel an beiden Enden an der Erde angebracht, während ein langer mittlerer Abschnitt bis in die Mesosphäre gehoben wird.

## Konzept
Das Designkonzept wurde von Keith Lofstrom veröffentlicht und beschreibt ein Maglev-Kabeltransportsystem, welches etwa 2000 km lang ist und etwa 80 km über die Erdoberfläche gehoben wird. Die Schlaufe, die mit hoher Geschwindigkeit einen Kreislauf vollzieht, würde dabei durch die Bewegung des Kabels in der Mesosphäre gehalten werden. Das Gewicht der Schleife wird durch ihren Kreislauf auf zwei Magnetlagern verteilt, welche die Struktur stabil halten.
Lofstrom-Schlaufen sind dazu konzipiert, ohne Raketentechnik Objekte und Fahrzeuge mit einem Gewicht von etwa 5 Tonnen durch elektromagnetische Beschleunigung in die Umlaufbahn zu befördern. Dies würde vor allem durch den flachen Teil des Kabels, welcher eine Beschleunigungsstrecke bildet, geschehen.
Das System ist durch seine relativ niedrige Beschleunigung von 3 g (etwa 30 m/s²) dazu geeignet, Menschen ins Weltall zu transportieren.

## Beschreibung

### Prinzip
Lofstrom vergleicht das Funktionsprinzip seiner Schleife mit einem Wasserschlauch, von dem aus ein Wasserstrahl schräg gegen den Himmel gerichtet wird. Vernachlässigt man die Luftreibung, bilden der Strahl einen parabolischen Bogen.
Wenn  zwischen Schlauch und Wasser ebenfalls keine Reibung bestünde, könnte das Wasser den Schlauch nach oben drücken. Das Eigengewicht des Schlauches stützt sich quasi am schnell fließenden Wasser ab und bilden einen parabolähnlichen Bogen, falls der Schlauch an beiden Enden auf gleichen Bodenniveau fixiert ist. Je schneller das Wasser im Schlauch fließt, desto schwerere Lasten können sich am Schlauch nach oben bewegen.

### Bestandteile

Querschnitt des Kabels, welches die Beschleunigungsstrecke bildet

Die Lofstrom-Schleife ist eine 2000 km lange Kabelstruktur, die von ihren Umkehrschleifen bis auf eine Höhe von 80 km geführt werden soll.
Das Kabel besteht aus einem Mantel (Sheath) und einen innenliegenden Rotor. Der segmentierte Rotor besteht aus Eisen und hat einen Durchmesser von etwa 5 cm mit einer Wandstärke von 2,5 mm. Der Mantel ist nicht viel dicker. Er hat an der Außenseite der Länge nach zwei Bahnmagnetreihen. Der Rotor wird mit diesen Magneten beschleunigt und zirkuliert dann ohne Kontakt mit den Mantel mit einer Geschwindigkeit von etwa 14 km/s in der Lofstrom-Schleife. Jeder Punkt am Rotor durchläuft die horizontale Startbahn und den Startbogen, sinkt zur Ostkehre ab, wird um 180° umgelenkt, um dann wieder den Bogen in die Gegenrichtung zu durchlaufen. Am Boden wird die Westkehre durchlaufen, um schließlich wieder am Startpunkt vorbeizukommen. Ca. 6 Minuten benötigt der Rotor für die gut 4000 km lange Strecke. Die vom Kabel gebildeten Umkehrschleifen haben einen Radius von ca. 14 km.

### Erhalt der Schwebestruktur
Wenn der Rotor stillsteht, befindet sich die Schlaufe auf Bodenhöhe. Wenn der Rotor beschleunigt wird richtet er sich und den Mantel auf – die genaue Form des Bogens wird durch Abspannseile definiert. Um auf einer fixen Höhe zu bleiben, müssen die Schlaufen verankert werden, so dass sie ihre Position nicht mehr verändern.
Sobald die Schlaufe aufgerichtet ist, benötigt sie kontinuierlich Energie, um aufrecht zu bleiben. Weitere Energie wird benötigt, um Fahrzeuge ins All zu schleudern.

### Abschießen von Nutzlast
Um ein Objekt ins All zu schleudern, wird es an der Startbahnschiene befestigt die einige Zentimeter unterhalb des Eisenrotors magnetisch aufgehängt ist. Sie beschleunigt und fährt entlang der Startschleife Richtung Osten bis auf eine Höhe von 80 km Höhe, da ein Start im Drehsinn der Erdrotation weniger Energie benötigt. Je nach Masse des Startobjekts kann mit 3 g oder mehr entlang des Kabels bis zur gewünschte Geschwindigkeit beschleunigt werden.
Bei jedem Abschuss erhitzt sich der Rotor um 80 Kelvin. Wenn in einem kurzen Zeitraum zu viele Abschüsse stattfinden, besteht die Gefahr, dass der Rotor sich auf 770 °C  erhitzt und seine magnetischen Eigenschaften verliert, wodurch die Lofstrom-Schlaufe zerstört wird.

### Kapazität und Möglichkeiten
Da sich die Periapsis mit 80 km noch innerhalb der Atmosphäre befindet, kommt es zu Reibung und Strömungswiderstand. Deswegen ist es nicht möglich, auf diese Art einen stabilen Orbit zu erreichen, ohne zusätzlich einen kleinen Kick-Motor zu benutzen, der das Fahrzeug in einen stabilen Orbit hebt. Weiter ist es möglich, die Fluchtgeschwindigkeit zu erreichen.
Das ursprüngliche Konzept von Lofstrom besagt, dass die Schlaufe in der Nähe des Äquators gebaut werden soll, um die Differenzgeschwindigkeit des Apogäum des Fahrzeugs sowie Wetter- und Coriolis-Effekte zu minimieren. Somit sind nur Umlaufbahnen entlang des Äquators möglich, wobei andere Orbits durch unterschiedliche Techniken erreicht werden können.
Die Abschussrate ist durch die Temperatur und Abkühlrate des Rotors auf bis zu 80 Abschüsse pro Stunde limitiert, jedoch erfordert dies ein Kraftwerk mit etwa 17 GW Leistung, mit nur 500 MW könnte man noch 35 Abschüsse pro Stunde durchführen.
Lofstrom sieht als mögliche Standorte seiner Schleife – aus Gründen der Sicherheit und aus bautechnischer Überlegungen – den äquatorialen Ozean, weit weg vom Land. Damit müssen die Umkehrschleifen auf schwimmfähigen Strukturen montiert werden, womit sie zunächst beweglich sind. Da sich während des initialen Startvorgangs, bei dem sich das Kabel von Meeresniveau auf bis zu 80 km Höhe aufrichtet, die Distanz zwischen den Umkehrschleifen dementsprechend verringert, wäre dies an Land nur sehr schwer zu bewerkstelligen. Nachteile sind erhöhte Transportkosten zum Startplatz, erhöhte Korrosion und lange Verankerungskabel auf dem Tiefseeboden.

### Ökonomie
Lofstrom nahm an, dass eine Schlaufe, welche 10 Milliarden US-Dollar kostet, innerhalb eines Jahres profitabel wird. So eine Schlaufe könnte 40.000 Tonnen pro Jahr ins All schleudern und würde die Kosten von derzeitigen 22.000 USD/kg auf etwa 300 USD/kg reduzieren. Für 30 Milliarden US-Dollar und mit einem stärkeren Stromgenerator könnte man innerhalb von 5 Jahren Profit machen und die Kosten auf bis zu 3 USD/kg reduzieren.